# 興南本町站
興南本町站（朝鲜语：흥남본정역；）曾为朝鲜铁路平罗线上的一个车站，位于咸镜南道咸兴市兴南区域，1940年9月30日废止。